# Plagithmysus speculifer
Plagithmysus speculifer là một loài bọ cánh cứng trong họ Cerambycidae.